# Федерален сенат на Бразилия
Федералният сенат (на португалски: Senado Federal) е горната камара на Националния конгрес на Бразилия. Федералният сенат се състои от 81 сенатори – по трима сенатори от всеки щат и Федералния окръг, избирани пряко от населението за срок от 8 години.
Федералният сенат на Бразилия притежава изключително широки законодателни и контролни функции на федерално равнище, делегирани му от Конституцията на Бразилия. Федералният сенат:
- предлага и приема закони, които подлежат на одобрение от Камарата на депутатите;
- одобрява или отхвърля закони, предложни и одобрени от Камарата на депутатите;
- одобрява или отхвърля проектозакони, предложени от президента на страната;
- инициира започването на процедура за изменение на Конституцията;
- повдига обвинение и извършва съдопроизводство по обвинение в измяна срещу президента на Бразилия, вицепрезидента и държавните министри;
- започва производство срещу магистрати от Върховния федерален съд на Бразилия, срещу членовете на Националния съдебен съвет, срещу членове на Съвета на прокуратурата, срещу главния прокурор и главния адвокат на Съюза, както и срещу висшия команден състав на въоръжените сили на Бразилия;
- одобрява или отхвърля издигнатите от президента кандидатури за: магистрати във висшите съдилища, главен прокурор, главен адвокат и директор на Централната банка;
- избира членове на Съвета на Републиката;
- притежава широки контролни правомощия върху изразходването на федерални средства.

Председател на Федералния сенат е Родриго Пачеко от Социалдемократическата партия - Минас Жераис. Според Конституцията на Бразилия председателят на Сената е и председател на Конгреса

## Избори за Федерален сенат
Изборите за Федерален сенат се провеждат по мажоритарната система, едновременно във всички щати и Федералния окръг на Бразилия. Всеки щат и федералният окръг избират по трима сенатори за срок от осем години, като една трета от състава на Федералния сенат се подменя след изтичането на първите четири години от законодателния период на Камарата.

### Условия за избираемост
Според конституцията на страната всеки кандидат за сенатор трябва да отговаря на следните условия:
- да е бразилски гражданин по произход
- да е политически правоспособен
- да е регистриран като кандидат на изборите за сенатори
- да е жител на щата, в който се кандидатира за сенатор
- да не заема други длъжности в обществения или частния сектор, както и във въоръжените сили на страната
- да е член на политическа партия
- да е издигнат за кандидат от политическа партия
- да е навършил 30 години

Според определение на Върховния федерален съд на Бразилия по време на своя мандат сенаторите нямат право да променят партийната си принадлежност, което дотогава е било честа практика, нарушаваща зададеното от избирателите партийно разпределение на местата в камарата, което всъщност представлява и заобикаляне на избирателната воля.
От момента на избирането си сенаторите се ползват с пълен съдебен имунитет срещу преследване по повод своите мнения, думи и начин на гласуване. За престъпления от общ характер член на камарата може да бъдат съден единствено от Върховния федерален съд на Бразилия, след разрешение на Сената, взето с мнозинство от останалите ѝ членове.

### Избори
- 2014: 55-а легислатура на Националния конгрес
- 2018: 56-а легислатура на Националния конгрес
- 2022: 57-а легислатура на Националния конгрес